# Bill de Blasio
Bill de Blasio (New York City, New York, SAD, 5. kolovoza 1961.) američki je političar. Za gradonačelnika New Yorka izabran je 5. studenoga 2013. te 7. studenoga 2017., s mandatima od početka 2014. do kraja 2021. Prije toga bio je javni odvjetnik, izabrani neovisni dužnosnik koji zastupa interese birača pred gradskom vlašću, te je oštro kritizirao politiku obrazovanja gradonačelnika Bloomberga, protiv ukidanja besplatnih karata za podzemnu željeznicu za učenike, te protiv Bloombergovih proračunskih rezova na uštrb skrbi za djecu.

## Počeci
De Blasio je rođen kao Warren Wilhelm, Jr.: nosio je ime i prezime svog oca, ratnog veterana njemačkog porijekla, dok mu je mati bila Maria r. De Blasio, kći imigranata iz južne Italije, (mjesto rođenja djeda je Sant'Agata de' Goti, Benevento, a bake Grassano, Matera). Otac Warren Wilhelm, koji je prošao kroz nekoliko najtežih bitaka na Pacifiku poput one za Okinawu, trpio je PTSP i alkoholizam. Napustio je obitelj kad je sin imao sedam godina, a ubio se 1979. kao neizlječiv finalni bolesnik od raka pluća. Sin se stoga srodio s identitetom majčine obitelji,  pa je 1983. službeno promijenio ime u  Warren de Blasio-Wilhelm, a 2002. je ponovo promijenio ime u Bill de Blasio, što je privatno koristio već dulji niz godina.
Odrastao je u Cambridgeu (Massachusetts).
Preddiplomski studij završio je na Sveučilištu u New Yorku (New York University), a magisterij međunarodnih odnosa je postigao na Fakultetu međunarodnih i javnih poslova Sveučilišta Columbia.

## Političko djelovanje
U mladosti je Bill de Blasio podržavao sandinističke reforme u Nikaragvi, uz brk politici tadašnjega američkog predsjednika Reagana. Godine 1997. je u administraciji predsjednika Clintona radio kao oblasni ravnatelj Ministarstva stanovanja i urbanog razvitka, te je povećao savezne fondove za pristupačno stanovanje i stanovanje starijih.
Vodio je uspješnu kampanju Hillary Rodham Clinton za izbor u Senat 2000.
Bio je član Gradskog vijeća New Yorka od 2002. do kraja 2009., izabran u brooklynskome 39. okrugu. Među ostalim je postigao da se izglasa propis protiv diskriminacije stanovnika koji su dobivali potporu kroz federalne vaučere za stanarinu, da se poboljša staranje za siromašne građane oboljele od HIV-a, da se donese zakon protiv diskriminacije transrodnih stanovnika, te da se uvede besplatna jezična podrška imigrantima koji ne govore engleski.
Za javnog odvjetnika New Yorka izabran je u studenome 2009. za razdoblje od 2010. do kraja 2013.

## Osobni i obiteljski život
Bill de Blasio živi u “rasno“ mješovitu braku. Supruga mu je pjesnikinja i aktivistica manjinskih prava Chirlane McCray. Imaju dvoje djece – Dantea i Chiaru – koji pohađaju ili su pohađali javne škole.